# NGC 6791
NGC 6791 es un cúmulo estelar abierto que se encuentra en la constelación de Lyra. Fue descubierto por el alemán Friedrich August Theodor Winnecke en el año 1853.
Se trata de uno de los cúmulos abiertos más grandes y antiguos, con una edad aproximada de 8 mil millones de años. A pesar de ser uno de los más antiguos, el cúmulo posee una gran cantidad de metales, algo contradictorio, pues en teoría las estrellas más viejas suelen ser pobres en metales ya que éstos se van acumulando lentamente de generación a generación de estrellas. En concreto, sus estrellas albergan el doble de hierro que el Sol, convirtiéndole en uno de los cúmulos con mayor metalicidad de la Vía Láctea.
Otra peculiaridad es que los cúmulos abiertos, por lo general, cobijan a un número muy pequeño de estrellas, unos pocos cientos de ellas. Sin embargo, el número de estrellas del cúmulo NGC 6791 sobrepasa las diez mil. Por todo ello, NGC 6791 es uno de los cúmulos más estudiados, siendo un posible modelo de evolución de las estrellas situadas en los centros galácticos.
Sin embargo, las extravagancias de NGC 6791 no acaban aquí. El telescopio espacial Hubble observó las estrellas con menor luminosidad del cúmulo, que se tratan de varias enanas blancas (estrellas que han agotado su combustible). Al analizar la luminosidad de estas estrellas estimaron sus edades, que resultaron ser de 6 mil millones de años para un grupo de estas estrellas y 4 mil millones de años para otro. Estas edades se encuentran fuera de sincronía con los 8 mil millones de años del resto de las estrellas del cúmulo, manteniendo la incógnita de su formación.